# Památník obětem II. světové války v Mostě
Památník obětem II. světové války v Mostě je expozice přibližující osudy lidí v Mostě a okolí v období 1938–1945, ať už jeho obyvatel a nebo zavlečených válečných zajatců a nuceně nasazených. Památník spravuje Oblastní muzeum v Mostě a nachází se v budově bývalého krematoria postaveného v letech 1923–1924. Stavba je od roku 1987 nemovitou kulturní památkou. Nachází se v areálu městského hřbitova v ulici Pod Koňským vrchem č.p. 1433.

## Budova krematoria
Objekt městského krematoria pochází z let 1923–1924 a byl postaven mosteckým stavitelem Ing. Antonem Switilem podle plánů vídeňského architekta Augusta Kirsteina. Vnější forma stavby byla pojata ve stylu klasicistního chrámu s měděnou kopulí a s předsunutým vstupem s antickými prvky. Stavba je dokladem období české individualistické moderny.

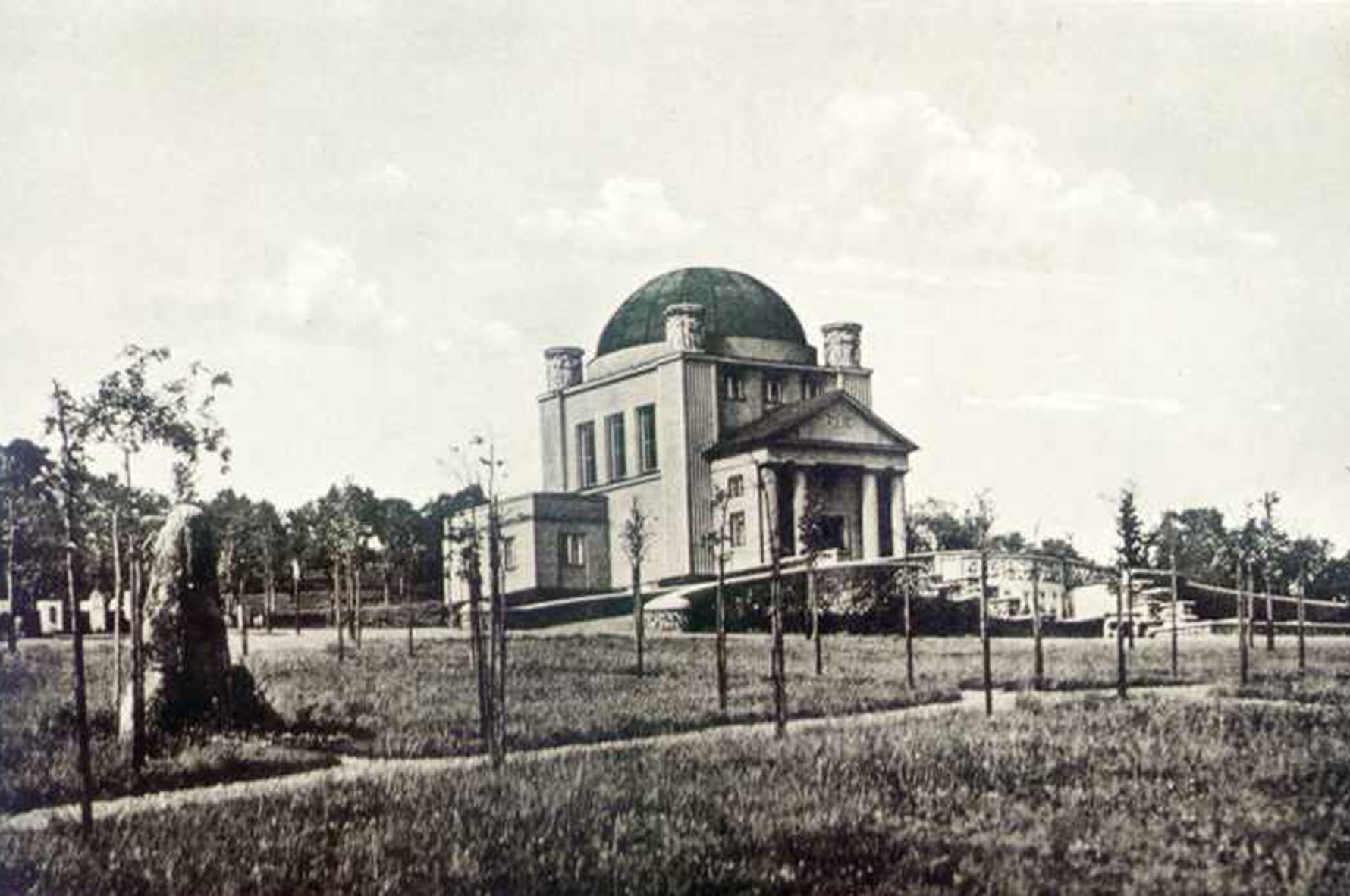

Hlavní část objektu tvoří čtvercová obřadní síň, která má prodlouženou a půlkruhově zakončenou apsidu s přiléhajícími místnostmi po stranách. Síň je zakončena kopulí. V průčelí budovy stojí na nárožích dva mohutné pylony, které jsou zakončeny válci s reliéfní výzdobou. Mezi nimi je nástupní prostor se čtyřmi dórskými sloupy, v tympanonu je nápis PAX. Nástupní plocha se schodištěm je po stranách doplněna zídkami. Objekt je umístěn v mírném svahu a kaskádovitě je k němu přimknut bazén s reliéfem ženských a mužských postav.
Objekt byl v letech 1998–2000 zrekonstruován, ovšem od jeho předání se vyskytují problémy s průsakem spodních vod, takže v současnosti potřebuje další nákladnou opravu. Proto se město Most zdráhá památník bezúplatně převzít od Ústeckého kraje, dokud nebude vyjasněno, kdo uhradí nutnou rekonstrukci. Kraj zařadil památník na seznam nepotřebného majetku, do jehož provozu a údržby už nechce investovat.

## Výstavní expozice

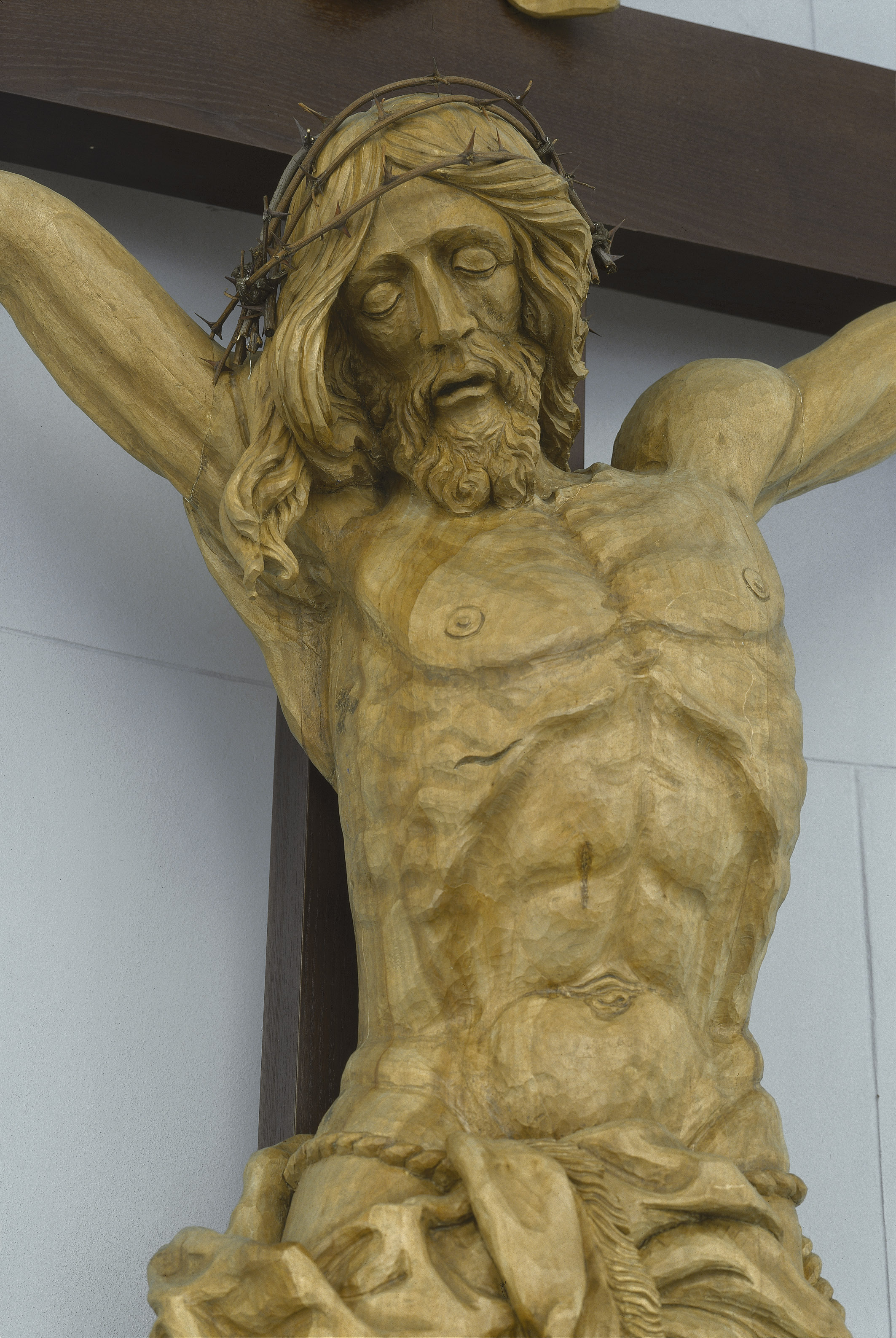
Pavel Špelda: socha Ukřižovaný, detail

Památník s expozicí byl otevřen v roce 2000, když jej do své správy převzalo mostecké muzeum. Na jeho vybudování přispěli také váleční veteráni z Nizozemí, Ruska a Itálie. Památník připomíná 12 tisíc obětí války čtrnácti národností, kteří zde zahynuli na nucených pracích při výstavbě chemického závodu v Záluží a v hnědouhelných dolech, a další tisíce lidí, kteří prošli zdejšími zajateckými a pracovními tábory.
Součástí památníku je expozice věnovaná období druhé světové války na Mostecku. Dalším záměrem je vybudování a provozování dokumentačního střediska 2. světové války soustředěného na informace o pracovních a zajateckých táborech.
Vnitřní apsidu interiéru památníku tvoří sakrální prostor, jemuž dominuje dřevěná socha Ukřižovaný v životní velikosti, kterou v roce 1998 vytvořil řezbář Pavel Špelda.

## Městský hřbitov
Budova bývalého krematoria se nachází na starém městském hřbitově, kde lze nalézt také další památky. Jedná se o artefakty z obcí zlikvidovaných kvůli těžbě – sochu sv. Prokopa ze Saběnic, sochu sv. Jana Nepomuckého ze Židovic a sousoší sv. Anny z Chanova.
Jedním z artefaktů je tzv. odpočivný kámen z Libkovic s vytesaným letopočtem 1672. Kamenů bylo původně 48 a dal je osadit opat oseckého kláštera Laurentius Scipio na přístupové cesty ke klášteru. Sloužily poutníkům směřujícím do kláštera nebo těm, kteří se vydali na poutní cestu z Oseka do poutního kostela v Mariánských Radčicích. Na kamenech je nápis FLAO (Frater Laurentius Abbas Ossecensis – Bratr Vavřinec opat osecký) a letopočet usazení kamene. Dochovaných je několik dalších kamenů.
Správa hřbitovů se stará ještě o nový Kostelní hřbitov u přesunutého děkanského kostela a o hřbitov ve Vtelně. Starý židovský hřbitov v Souši je v majetku Židovské obce v Teplicích.
Na hřbitově bylo roku 1973 otevřeno nové krematorium.